# 1906 год в театре
1906 год в театре

## Знаменательные события
Первые заграничные гастроли МХТ.
Первое публичное театральное представление на татарском языке, положившее начало профессиональному татарскому театру.

## Персоналии

### Родились
- 6 января — Режё Брада, венгерский артист балета, хореограф, балетмейстер.
- 5 мая — Виталий Павлович Полицеймако, советский актёр театра и кино, лауреат Сталинской премии (1951), народный артист СССР (1957)[1].
- 1 июня — Андрей Мелитонович Баланчивадзе, советский композитор, народный артист СССР (1968), автор балетов и опер.
- 17 июня — Олли Унгвере, эстонская и советская актриса театра и кино, певица. Заслуженная артистка Эстонской ССР
- 9 сентября — Марк Наумович Перцовский, советский актёр театра и кино, лауреат Сталинской премии, народный артист РСФСР.
- 28 сентября — Александр Петрович Штейн, советский писатель, драматург, сценарист.
- 13 октября — Сесиль Дмитриевна Такаишвили, актриса театра и кино, народная артистка СССР (1966).
- 28 октября — Анна Алексеевна Судакевич, советская актриса, художник по костюмам.
- 14 ноября — Андрей Львович Абрикосов, советский актёр театра и кино, народный артист СССР.
- 18 ноября — Михаил Михайлович Майоров, советский актёр театра и кино, народный артист РСФСР.
- 19 декабря — Николай Евгеньевич Вирта, советский писатель и драматург, лауреат Сталинской премии.

### Скончались
- 17 января — Каарло Бергбум, финский театральный деятель, режиссёр, драматург, прозаик.
- 15 мая — Лина Фур-Вальдау, немецкая театральная актриса.
- 23 мая — Генрик Ибсен, великий норвежский драматург
- 20 октября — Иван Николаевич Захарьин, русский писатель, драматург, очеркист, поэт.